# Gao Sabon Gari
Gao Sabon Gari (auch: Sabon Gari Gao) ist ein Dorf in der Stadtgemeinde Filingué in Niger.

## Geographie
Das von einem traditionellen Ortsvorsteher (chef traditionnel) geleitete Dorf liegt am Rand des Trockentals Dallol Bosso. Es befindet sich rund 13 Kilometer südlich des Stadtzentrums von Filingué, der Hauptstadt des gleichnamigen Departements Filingué, das zur Region Tillabéri gehört. Ein Nachbardorf von Gao Sabon Gari ist Gao Tsohon Gari im Nordwesten.
Es herrscht das Klima der Sahelzone vor, mit einer durchschnittlichen jährlichen Niederschlagsmenge zwischen 300 und 400 mm. Gao Sabon Gari ist Teil einer etwa 70.000 Hektar großen Important Bird Area, die unter der Bezeichnung Dallol Boboye den mittleren Abschnitt des Dallol Bosso vom Stadtzentrum von Filingué bis circa 15 Kilometer südlich von Balleyara umfasst.

## Geschichte
Der Ortsname kommt aus der Sprache Hausa. Gao bedeutet  „Anabaum“ und Sabon Gari „neue Stadt“.

## Bevölkerung
Bei der Volkszählung 2012 hatte Gao Sabon Gari 1263 Einwohner, die in 189 Haushalten lebten. Bei der Volkszählung 2001 betrug die Einwohnerzahl 1384 in 184 Haushalten und bei der Volkszählung 1988 belief sich die Einwohnerzahl auf 1113 in 163 Haushalten.
In ethnischer Hinsicht leben Angehörige der Hausa-Untergruppe Soudié im Dorf.

## Kultur und Sehenswürdigkeiten
In Gao Sabon Gari steht eine in der traditionellen Lehmbauweise der Hausa errichtete Freitagsmoschee. Sie wurde von 1984 bis 1986 von Maurern aus Tounfalis erbaut. Das Betraumgebäude weist einen quadratischen Grundriss und einen quaderförmigen Mihrāb-Vorbau mit einem dreistufigen Adhān-Podest auf. Auf dem Flachdach befindet sich eine mittige Dachkuppel. Die gitterförmige Dachbrüstung ist durch spitze Zinnen gegliedert. Der Innenraum wird durch eine reich dekorierte Holzdecke abgeschlossen.

## Wirtschaft und Infrastruktur
Es gibt eine Schule im Dorf. Durch Gao Sabon Gari verläuft die 868 Kilometer lange Nationalstraße 25 zwischen den Städten Niamey und Agadez. Die Straße ist in diesem Abschnitt asphaltiert.